# Відновлювана енергія у Данії
Данія є світовим лідером країни у виробництві вітрової енергії, виробництва вітряних турбін. У 2014 році Данія виробила 57,4 % від виробництва електроенергії з поновлюваних джерел енергії. Данська компанія Вітряні Системи Вестасу розширилася  і до 2015 році мала дохід у розмірі 8.423 млрд, з більш ніж 18 000 співробітниками і заводами в Данії, Німеччині, Індії, Італії, Румунії, Сполученого Королівства, Іспанії, Швеції, Норвегії, Австралії, Китаї і Сполучених Штатах. Частка енергії вітру -  42,7 % від загального виробництво електроенергії в 2014 році і, як очікується, збільшуватиметься майже на 80 % в рік до 2024 року.
Данія має на меті задовольняти 30 % енергетичних потреб завдяки відновлюваній енергії до 2020 р.. Цей показник значно зріс з 17̤%  у 2005 році до 29,2 % у 2014 році  та був п'ятим серед 28 країн ЄС. Країна має амбітні цілі щодо відновлюваної енергетики на майбутнє, включаючи використання поновлюваних джерел енергії на 100 % у всіх секторах, включаючи транспортування до 2050 року.
В опалювальній галузі в країні вже давно використовується і продовжує розвиватися централізоване опалення (ЦО) мереж. Гаряча вода або пар проводиться централізовано, а потім розподіляється по мережі теплоізольованих труб до щільно населених районів. Будинки поза районами ЦО мають теплообмінники, встановлені замість котлів для опалення і гарячого водопостачання. Теплообмінник має дві окремі водяні системи і тому тепло може бути скориговане звичайним побутовим котлом. Одне просте, але важливе нововведення в районах теплових мереж є розробка ізольованих зсередини труб. Дві трубу, які приймають і утримують воду, розміщені всередині значно більших труб, а ізоляційний матеріал розташований так, щоб заповнити порожнечу між двома меншими і більшими труби. У 2013 році централізоване теплопостачання забезпечувало понад 60 % всіх домогосподарств в Данії опаленням і гарячою водою. Розвиток технології централізованого теплопостачання зробив Данію світовим лідером у промисловому виробництві насосів, конструкцій термостату. Данська продукція використовується в багатьох галузях промисловості по всьому світу.
Когенерація широко використовується також. Це процес використання відходів тепла для вироблення електроенергії. Електростанції, призначені для цього, називаються комбінованим виробництвом тепла та електроенергії (ТЕЦ) станції. ТЕЦ в Данії часто розміру необхідного, щоб забезпечити теплом місцеву систему централізованого теплопостачання. Тепло може зберігатися у великих промислових баках для гарячої води протягом декількох днів. До 2013 року користування ТЕЦ скоротило загальне споживання енергії в Данії на 11 %.
Данське виробництва електроенергії стає все більш децентралізованим з переходом від виробництва у великих центральних електростанціях на безліч дрібних, місцевих і в основному ТЕЦ. Багато з цих невеликих станцій використовують місцеві біоенергетичні джерела, у тому числі солому і деревні гранули.

## Споживання енергії і цілі
| Підрозділ: ПІ                                      | 1990 | 2000 | 2005 | 2010 | 2012 | 2013 | 2014 | 2015* |
| Загальна                                           | 819  | 839  | 850  | 814  | 782  | 763  | 755  | 747   |
| Нафта                                              | 355  | 376  | 352  | 312  | 289  | 278  | 276  | 284   |
| Природний Газ                                      | 82   | 192  | 192  | 176  | 149  | 138  | 127  | 133   |
| Вугілля                                            | 327  | 175  | 166  | 147  | 146  | 143  | 137  | 108   |
| Відходи, Невідновлювані                            | 8    | 14   | 17   | 16   | 17   | 17   | 18   | 18    |
| Загальна частка відновлюваних джерел енергії (ПДЖ) | 48   | 81   | 123  | 163  | 180  | 186  | 196  | 203   |

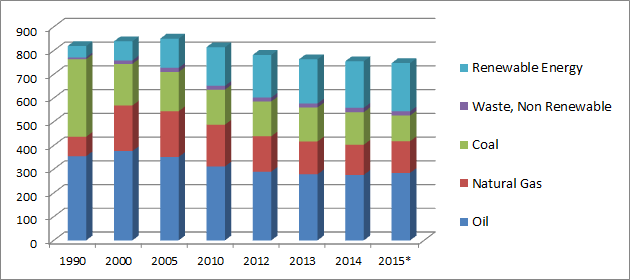
Валове споживання енергії в Данії (ПДЖ) 1990—2015. Попередні Дані. Данське Енергетичне Агентство

Споживання відновлюваних джерел енергії збільшилось в чотири рази з 48 ПДЖ в 1990 році до 203 ПДЖ в 2015 році. У той час як споживання поновлюваних джерел енергії зросло в період між 1990 і 2013, споживання енергії зменшилась на 7 %.,  через збільшення комбінованого виробництва електроенергії і тепла та розповсюдження використання вітрової енергії. Це підвищило ефективність відновлюваної енергії, зменшивши втрати на конверсію на 28 % або 7 % відносно загального споживання енергії.   Простіше кажучи, менші і децентралізовані міні-ТЕЦ використовують паливо набагато ефективніше, ніж старі централізовані електростанції, а енергія вітру не використовує жодного викопного палива. Використання біопалива в місцевій ТЕЦ ще більше зменшує споживання викопних видів палива. Цифри в таблиці вище, показують, що у той час як скорочення використання викопного палива пов'язане не тільки зі скороченням використанням вугілля, а також зниження використання нафти і природного газу. Нафта зберігає свою популярність, тому що вона як і раніше домінує у транспортному секторі, а альтернативні види палива у транспорті поки не поширені.
Данський уряд ввів наступні цілі національної енергетичної політики:
- Усунення вугілля від виробництва електроенергії до 2030 року.
- Забезпечення всього електропостачання та опалення з поновлюваних джерел до 2035 року.
- Забезпечення 100 % енергетичних потреб Данії в електроенергії, нагріванні та транспортуванні з поновлюваних джерел до 2050 року.

## Споживання енергії за секторами
Всі країни Євросоюзу, а також Ісландія та Норвегія представили національні плани дій з відновлюваної енергетики [Архівовано 20 червня 2018 у Wayback Machine.] (NREAPs), щоб розробити план дій і спрогнозувати прогрес кожної країни в період між 2010 і 2020 році для задоволення Директива з відновлюваної енергетики. Кожен план містить детальну розробку використання поновлюваних джерел енергії і планів на майбутнє. Згідно з данськими прогнозами до 2020 року у валовому кінцевому споживанні енергія в Данії по галузях розподілятимуть наступним чином:
| Прогнозоване споживання енергії за секторами економіки в 2020 році | ктое   | Відновлювальна 2020 рік |
| ------------------------------------------------------------------ | ------ | ----------------------- |
| Опалення та охолодження                                            | 7,653  | 39.8 %                  |
| Електрика                                                          | 3,247  | 51.9 %                  |
| Транспорт                                                          | 5,520  | 10.1 %                  |
| Валове кінцеве споживання енергії*                                 | 16,419 | 30.0 %                  |

Прогнозоване загальне валове кінцеве споживання енергії за секторами у 2020 році.
Майже половина енергії (46,6 %) використовується в секторі опалення та охолодження (також відомий як термічний сектор), що включає в себе побутове опалення та кондиціювання повітря, промислові процеси, такі як печі та будь-яке використання тепла в цілому. Наступна частка — це транспортний сектор на рівні 33,6 %, а потім сектор електроенергії — 19,8 %. Загальне річне споживання енергії прогнозується до 16 419 кВт (16,4 млн. Т нафтового еквівалента) до 2020 року. Для досягнення загальної мети Данія планує викорисовувати 30 % відновлюваних джерел енергії у загальному обсязі кінцевого енергоспоживання (4 904 кОм) до 2020 року. Очікується, що використання поновлюваних джерел енергії у секторі опалення та охолодження становитиме 39,8 %, у секторі електроенергетики — 51,9 %, у транспортній галузі — 10,1 %.
Енергія вимірюється валовим кінцевим споживанням енергії. Ширше вимірювання — первинна енергія, урахування споживання енергії, яку використовують при видобутку палива (енергетики) і втрати енергії на перетворення (трансформацію сектора, тобто перетворення тепла в електрику на електростанціях або енергії палива в тепло в нагрівальних установках), а також валового кінцевого енергоспоживання для кінцевих користувачів. У 2013 році в Данії все кінцеве споживання енергії- 607 ПДЖ, а  споживання первинної енергії -  763 ПДЖ. Більшість з 25 % різниці припадає на втрати в процесі перетворення. Ці витрати, ймовірно, будуть найбільш поширені в теплової електроенергії секторів, таким чином, використання відновлюваних джерел електроенергії дозволить знизити викиди CO2. Данія є однією з найбільш економічних країн та різниця між двома показниками менша, ніж  у багатьох інших країнах.

## Сектор електроенергетики

### Виробництво по джерелу
| Джерело                          | Частка від загального обсягу генерації |
| -------------------------------- | -------------------------------------- |
| Вітер                            | 42.7 %                                 |
| Деревина                         | 6.7 %                                  |
| Відходи                          | 2.6 %                                  |
| Сонячне                          | 2.0 %                                  |
| Солома                           | 2.0 %                                  |
| Біогаз                           | 1.4 %                                  |
| Гідро                            | 0.1 %                                  |
| Загальна (поновлювані джерела)   | 57.4 %                                 |
| Загальна (непоновлювані джерела) | 42.6 %                                 |
| Загальна (усі джерела)           | 100.0 %                                |

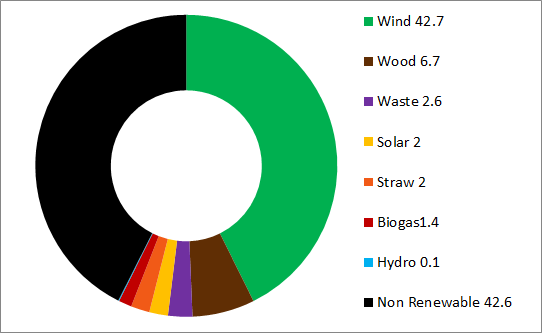
Відсоток виробництва електроенергії в Данії за джерелами 2014. Розроблені дані від Energinet.ДК.

У 2014 році енергія вітру постачає 42,7̤% від загального обсягу використання, найбільшу питому вагу з будь-якого джерела і більшу, ніж усі непоновлювальні джерела. Біопалива (дерево, солома, біогаз) і відходи, які біологічно розкладаються, надаються наступний найбільший ресурс — 12,7 %. Частка сонячної енергії значно зросла в останні роки  і забезпечує зараз додаткові 2 %. Гідроелектроенергія постачає лише 0.1 % від чистого національного споживання, але країна підтримує тісні зв'язки з сусідніми країнами з великими ГЕС резервами. Викопне паливо та інші невідновлювані джерела склали 42,6 % від річного вироблення і цей обсяг продовжує знижуватися. Загальні поновлювані джерела електроенергії склали 57,4 %.

### Зростання виробництва електроенергії, що виробляється ВДЕ
| Сумарна генерація електроенергії* | Наземні вітряні турбіни | Офшорні вітряні турбіни | Фотовольтаїка | Гідроенергетика | Біопаливо       | Відходи | Теплова генерація від повторного використання палива | Загальна частка відновлюваної енергії | % Національного покоління |        |
| --------------------------------- | ----------------------- | ----------------------- | ------------- | --------------- | --------------- | ------- | ---------------------------------------------------- | ------------------------------------- | ------------------------- | ------ |
| 2007                              | 37,024                  | 5,800                   | 1,370         | 30              | 1,936           | 1,570   | 3,192                                                | 10,392                                | 28.1 %                    |        |
| 2008                              | 34,649                  | 5,453                   | 1,524         | 27              | 1,920           | 1,672   | 3,257                                                | 10,261                                | 29.6 %                    |        |
| 2009                              | 34,290                  | 5,046                   | 1,664         | 20              | Становить 2,117 | 1,551   | 3,029                                                | 9,759                                 | 28.5 %                    |        |
| 2010                              | 36,618                  | 5,122                   | 2,686         | 21              | 3,313           | 1,467   | 4,176                                                | 12,005                                | 32.8 %                    |        |
| 2011                              | 33,210                  | 6,360                   | 3,405         | 18              | 3,025           | 1,502   | 3,851                                                | 13,634                                | 41.1 %                    |        |
| 2012                              | 29,025                  | 6,796                   | 3,472         | 104             | 18              | 3,143   | 1,440                                                | 3,935                                 | 14,325                    | 49.4 % |
| 2013                              | 32,956                  | 6,772                   | 4,351         | 518             | 15              | 3,220   | 1,411                                                | 3,996                                 | 15,652                    | 47.5 % |
| 2014                              | 30,615                  | 7,913                   | 5,165         | 597             | 16              | 3,078   | 1,441                                                | 3,871                                 | 17,562                    | 57.4 % |

Частка від загального обсягу данської електроенергії, що виробляється ВДЕ виросли в період між 2007 і 2014 з 28,1 % до 57,4 %. Загальна частка поновлюваних джерел електроенергії зросла з 10,392 ГВт у 2007 році до 17,562 ГВт до 2014 року, зростання на 69 %. З 2007 року зростання використання відновлюваної електроенергії продовжується через зростання частки енергії вітру (+56,9 % від загальної частки зростання), теплової енергії від повторного використання палива — на 6,5 %, Сонячна енергія також вплинула як нове джерело живлення -  додатково 597 ГВт (5.7 %) з 2012 року.

### Скорочення використання викопного палива у викробництві електроенергії
Використання відновлюваних джерел енергії у Данії збільшилось з 10,392 Гвтч до 17,562 Гвтч між 2007 і 2014. Використання викопного палива зменшилось з 26,318 ГВт до 12,405 ГВт в 2014 році.  Обсяг електроенергії, виробленої з відновлюваних джерел енергії, вперше перевищив обсяг електроенергії з викопних видів палива у 2012 році.
Так як країна, яка генерує більшу частину своїх потреб в електроенергії з енергії вітру справляється у спокійні безвітряні дні? Данія розглядає цей виклик як можливість для розробки нових рішень і тим самим удосконалює свій енергетичний сектор та підвищує його технологічні, технічні можливості, а тепер експортує їх в усі країни світу. Один із способів урегулювання — експорт електроенергії в дні, коли вітрове виробництва дуже високе (буває, що Данія виробляє більше електроенергії з енергії вітру, ніж з усіх інших ресурсів). Велика частина енергії йде на експорт і зберігається в норвезьких і шведських ГЕС через систему ГАЕС (зберігання енергії для подальшого використання шляхом відкачування рівня води у водосховищі вище). У безвітряні дні енергія може бути повторно імпортована. Країна імпортує та експортує електроенергію в Німеччину і по всій Скандинавії, туди, де вона найбільш затребувана, враховуючи умови виробництва. Так як електрика може транспортуватись на тисячі кілометрів за допомогою всього декількох пунктів, витрати при передачі навантаження та варіабельності можуть бути розподілені на ширшій і  стійкішій географічній області. Ці міжміські лінії електропередачі модернізуються в країнах Скандинавії та по всій Європі.

## Сектор опалення та охолодження
| Джерело                          | Тж / рік | Розрахункова частка від загальної суми |
| -------------------------------- | -------- | -------------------------------------- |
| Біомаса                          | 99,082   | 35.33%                                 |
| з неї: -тверда біомаса           | 96,075   | - 34.26 %                              |
| -біогаз                          | 2,320    | - 2.15 %                               |
| біорідини                        | 686      | - 0.24 %                               |
| відновлювана від теплових носіїв | 7,294    | 2.60%                                  |
| сонячна                          | 1,224    | 0.44%                                  |
| Геотермальна енергія             | 83       | 0.03%                                  |
| Загальна                         | 107,683  | 38.40%                                 |

|                  | 2009   | 2010   | 2011   | 2012   | 2013   | 2014   |
| ---------------- | ------ | ------ | ------ | ------ | ------ | ------ |
| Частка у секторі | 29.56% | 30.64% | 31.77% | 33.32% | 35.52% | 38.40% |

Згідно зі звітами про енергетичну діяльність, представленими членами ЄС (а також Норвегією та Ісландією) до Європейської комісії, відновлювальна енергетика до 2014 року забезпечила 38,4% енергії, спожитої в секторі нагрівання. Відновлюване опалення переважно забезпечується біомасою, включаючи солому, деревину, біологічну олію та біодепаративні відходи, що виробляють близько 35% загального споживання сектору. Наступна найбільша частка забезпечена тепловими насосів на рівні 2,6% від загального обсягу. Сонячна теплова енергія виробляє трохи менше половини відсотка. Відновлювана енергетика в секторі опалення складається з джерел, що споживаються незалежно, а також від їхнього використання в мережі теплопостачання. У 2008 році близько 40% домогосподарств отримали опалення  від централізованого теплопостачання, а також 65% споживання для приміщень комерційного та державного секторів. До 2013 року показники для домогосподарств, які користуються системою теплопостачання, зросли до 60%.
У 2014 році ТЕЦ виробляв 68,7% теплоти для мереж централізованого теплопостачання Данії (а також 61% електроенергії, виробленої тепловими електростанціями). У тому ж році біомаса, відходи та біогаз забезпечили паливом 18,3%, 20,8% та 0,9% теплоти, виробленої на когенераційних установках. Сонячні теплові насоси, теплові насоси та електричні котли також надавали лише теплову енергію у розмірі 0,6% та 0,4%.
У доповіді NREAP в 2009 році було визначено нові та постійні шляхи сприяння використанню відновлюваних джерел енергії в секторі опалення та охолодження. Серед них - звільнення від оподаткування для виробників теплових та охолоджувальних установок, встановлення будівельних норми та інформаційні ініціативи, спрямовані на підвищення енергоефективності, як у будівельному секторі, так і у державних та приватних споживачів. Положення, що регулюють енергоефективне охолодження будівель під контролем органів місцевого самоврядування, діють з 2008 року.

## Транспортний сектор
| Джерело                     | Тж / рік | Розрахункова частка від загальної суми |
| --------------------------- | -------- | -------------------------------------- |
| Біодизель                   | 7,063    | 4.17%                                  |
| Біоетанол                   | 1,872    | 1.10%                                  |
| Відновлювана електроенергія | 673      | 0.40%                                  |
| Водень                      | 0        | 0.00%                                  |
| Загальна                    | 9,608    | 5.67%                                  |

|                  | 2009  | 2010  | 2011  | 2012  | 2013  | 2014  |
| ---------------- | ----- | ----- | ----- | ----- | ----- | ----- |
| Частка у секторі | 0.24% | 0.26% | 3.76% | 5.80% | 5.59% | 5.67% |

У 2014 році відновлювана енергія забезпечила 5,67% загального споживання енергії у транспортному секторі. Найбільшим джерелом було біодизельне паливо. У 2008 році урядова пропозиція "Зелений транспорт" оголосила, що тенденція до зростання викидів CO2 від транспорту повинна бути зупинена. У політичній угоді "Зелена транспортна політика"  були запропоновані заходи щодо скорочення викидів, включаючи збільшення громадського транспорту та заохочення його використання. Було підготовлено екологічніший підхід до оподаткування транспортних засобів, включаючи звільнення від оподаткування електромобілів до 2015 року. Міністерство транспорту також створило "Центр зеленого транспорту" для проведення досліджень з енергоефективних транспортних рішень.
Згідно з повідомленням 2009 року NREAP, біопаливо повинно стати основним джерелом відновлюваної енергії у транспортному секторі з 1,3 Тж в 2010 році до 10,9 Тж у 2020 році. Очікується, що відновлювана електроенергія складе незначну частку, яка зросте з 0,5 Тж до 1.2 Тж для використання в електричних транспортних засобах і поїздах.
Загальний обсяг продажів електромобілів в Данії в 2015 році склав 4762 одиниці, що становить 2,29% загального обсягу продажів автомобілів, причому модель TESLA S збільшила обсяги продажів на 2736 одиниць через звільнення від оподаткування.

### Енергія вітру
|      | Наземні вітрові турбіни | Офшорні вітрові турбіни | Загальна потужність вітрової енергії |
| 2007 | 5,800                   | 1,370                   | 7,170                                |
| 2008 | 5,453                   | 1,524                   | 6,977                                |
| 2009 | 5,046                   | 1,664                   | 6,710                                |
| 2010 | 5,122                   | 2,686                   | 7,808                                |
| 2011 | 6,360                   | 3,405                   | 9,765                                |
| 2012 | 6,796                   | 3,472                   | 10,268                               |
| 2013 | 6,772                   | 4,351                   | 11,123                               |
| 2014 | 7,913                   | 5,165                   | 13,078                               |

Обсяг енергії,отриманої через вітроенергетику,  в Данії зріс з 7,170 ГВт-рік у 2007 році до 13 078 ГВА в 2014 році. Офшорна енергія вітру зростала з 19,1% загального виробництва вітрової енергії у 2007 році до 34,5% виробництва у 2014 році. Данія була провідною у сфері вітроенергетики країною в 2014 році з покриття попиту у 39% від загального споживання електроенергії у Данії.

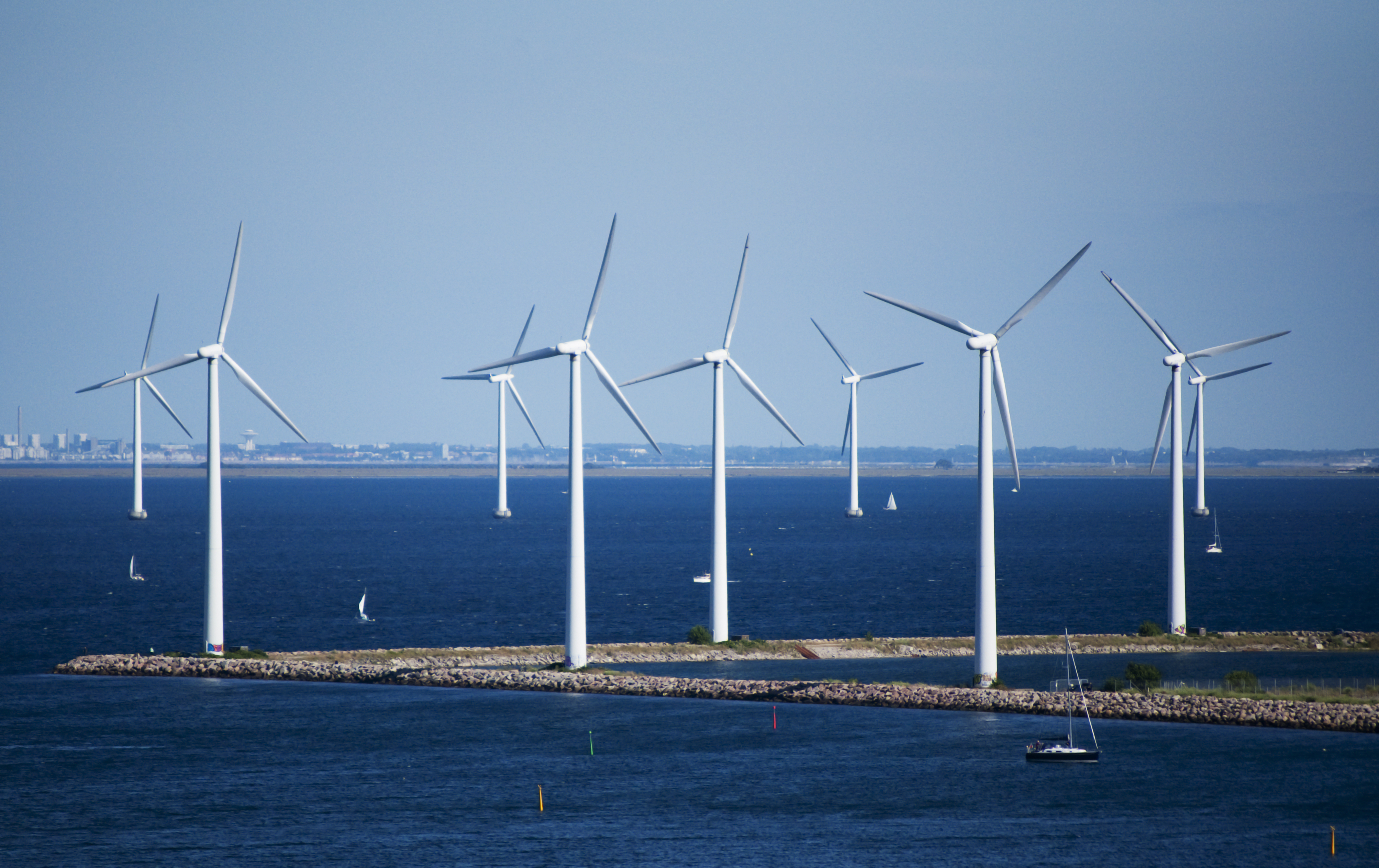

Амбітні плани майбутнього розвитку включають збільшення виробництва з 13,1 TWh виробництва в 2014 році до 23,3 TWh до 2024 року, що дозволило б збільшити попит на покриття з 39% до 61% за цей період. Очікується, що швидкість добування вітроенергетики на відкритому та прибережному напрямках зростатиме швидше, ніж вітрова електростанція на суші.
Данія часто виробляє більше електроенергії від вітру, ніж вимагає вся країна, і експортує її на продаж або для зберігання в гідроелектростанціях Норвегії та Швеції. Іноді ціни на електроенергію негативно впливають на виробників, бо існує надлишок електроенергії та відсутній попит на зовнішньому ринку. Одним з результатів цього стало зростання електричних котлів, що встановлюються на підприємствах централізованого теплопостачання.

### Відновлювальна теплова енергія
Теплова відновлювальна енергія  включає електроенергію, вироблену з біопалива та електроенергію, вироблену з фракції біологічно розщеплюваних відходів. Починаючи з 2010 р. відновлювальне теплове виробництво в Данії склало приблизно 4000 ГВт / год.
Біопаливо також відіграє важливу роль у централізованому теплопостачанні. Частка тепла, вироблена біопаливом, зростає з 80-х років і до 2013 року складає близько 45%  з теплоенергії, яка вироблялася відновлюваними джерелами енергії.